# Anelosimus rabus
Anelosimus rabus är en spindelart som beskrevs av Claude Lévi 1963. Anelosimus rabus ingår i släktet Anelosimus och familjen klotspindlar. Inga underarter finns listade i Catalogue of Life.